# Hydrosmilodon gilliesae
Hydrosmilodon gilliesae is een haft uit de familie Leptophlebiidae. De wetenschappelijke naam van de soort is voor het eerst geldig gepubliceerd in 2004 door Thomas & Peru.
De soort komt voor in het Neotropisch gebied.